# Reino de Gao
El Reino de Gao fue un estado localizado en el Sáhel occidental que precedió al Imperio songhai en la región media del río Níger. Debe su nombre a la ciudad de Gao ubicada en la curva este del río, en lo que hoy es la República de Malí. En el siglo IX, fue considerado como el reino más poderoso de África occidental.

## Fuentes en la historia de Gao

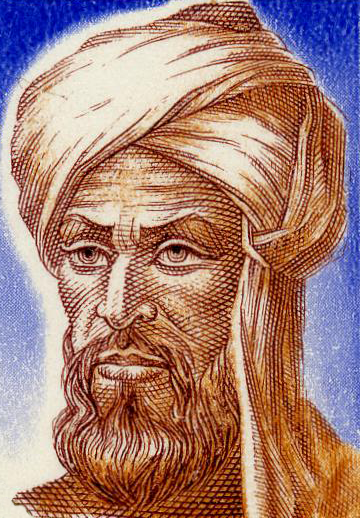
Al-Juarismi, geógrafo responsable por la más antigua identificación de Gao.

### Ciudades

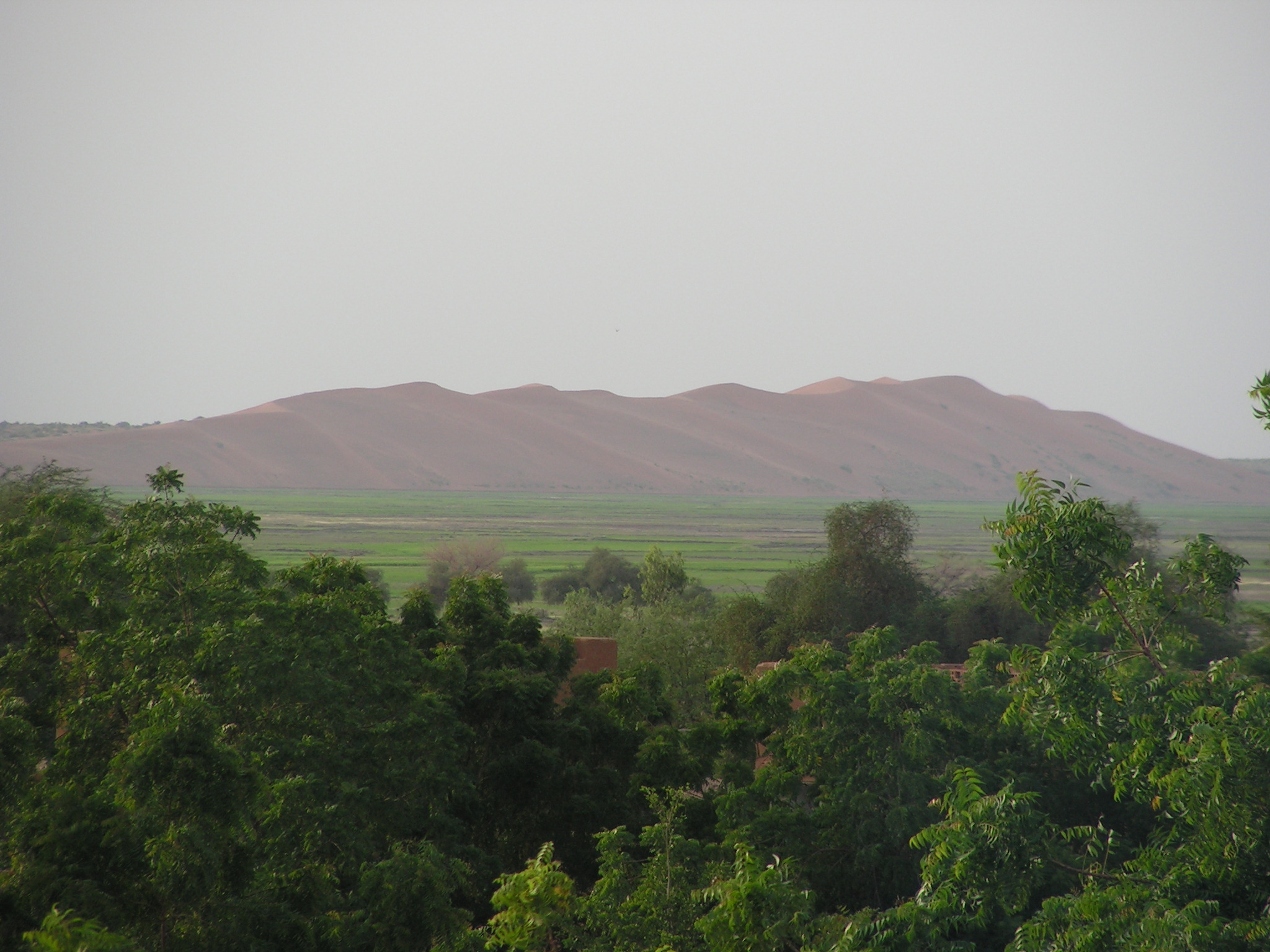
La Dune Rose, en Gao.

## Decadencia

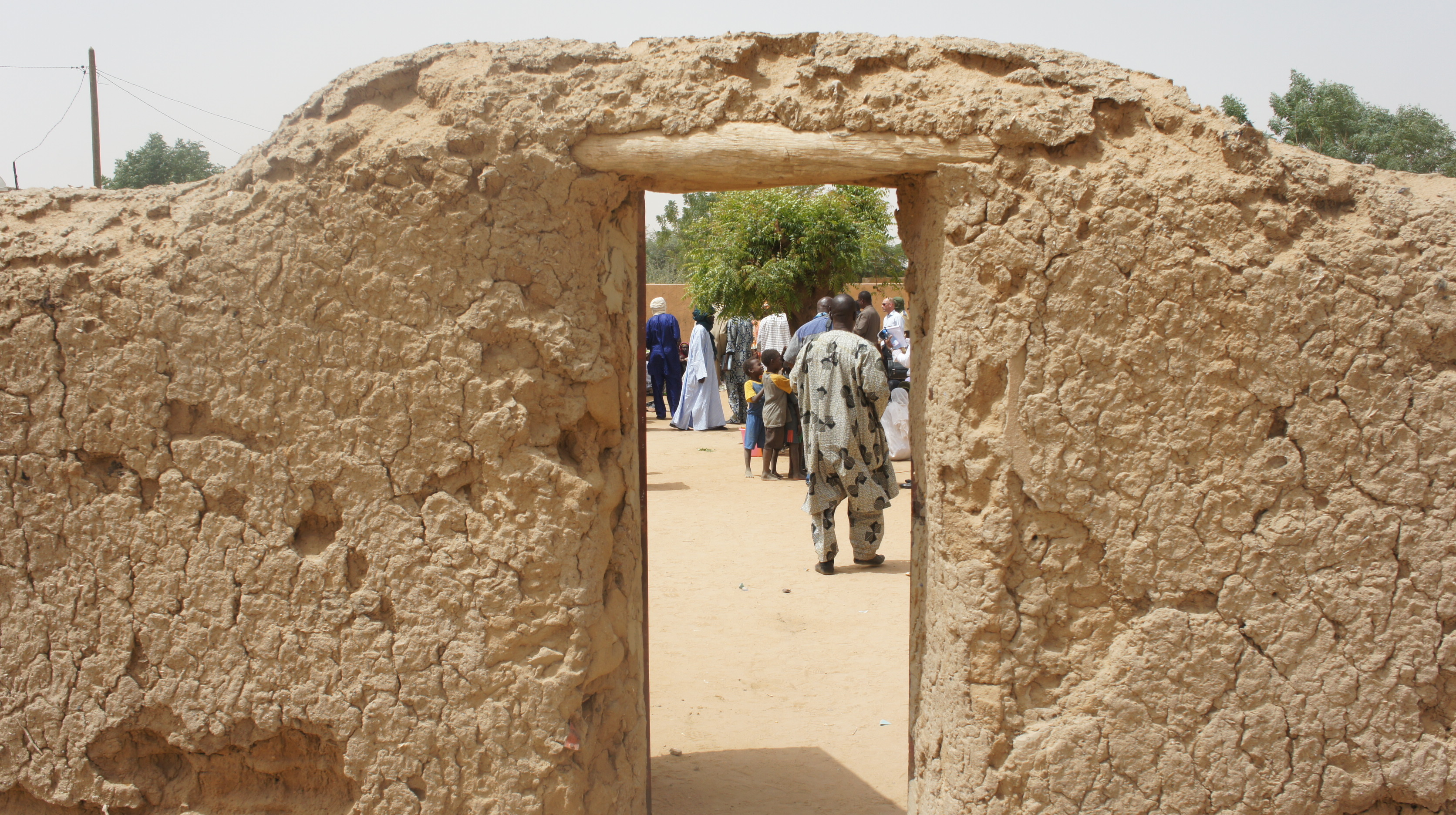
Antigua construcción en Gao.